# Wicked: For Good
Ten artykuł dotyczy trwającego wydarzenia. Informacje w nim zamieszczone mogą się zmienić lub zdezaktualizować wraz z postępem zdarzenia, a początkowe doniesienia mogą być niepewne. Ostatnie zmiany tego artykułu mogą nie odzwierciedlać najbardziej aktualnych informacji.
Wicked: Na dobre również jako Wicked: Część druga – nadchodzący amerykański musical fantasy z 2025 w reżyserii Jona M. Chu na podstawie scenariusza Winnie Holzman i Dany Fox. Jest to druga część musicalu Wicked, luźno opartym na powieści Czarnoksiężnik z Krainy Oz.

## Obsada
- Cynthia Erivo jako Elfaba[2][3]
- Ariana Grande-Butera jako Glinda[2][3]
- Michelle Yeoh jako Madame Morrible[4]
- Jeff Goldblum jako Czarodziej Oz[4]
- Jonathan Bailey jako Fiyero Tigelaar[4]
- Ethan Slater jako Boq Woodsman[3]
- Marissa Bode jako Nessarose Thropp[4]
- Bowen Yang(inne języki) jako Pfannee[4]
- Bronwyn James jako Shenshen[4]

## Produkcja
Wicked: For Good powstawał jednocześnie z pierwszą częścią filmowej adaptacji musicalu, czyli od listopada 2022 roku. Okres zdjęciowy zakończył się w styczniu 2024 roku. 16 grudnia 2024 roku Universal Pictures ogłosiło oficjalny tytuł filmu.

## Premiera
Premiera filmu jest planowana na 21 listopada 2025 roku. Wcześniej premierę zaplanowano na 26 listopada 2025 roku i 25 grudnia 2025 roku, a następnie przesunięto ją, aby uniknąć konkurencji z filmami Zootopia 2 i Avatar 3.

## Nagrody i nominacje
| Rok  | Ceremonia     | Kategoria      | Produkcja        | Rezultat | Źr.   |
| ---- | ------------- | -------------- | ---------------- | -------- | ----- |
| 2025 | The Queerties | Next Big Thing | Wicked: For Good | Wygrana  | [ 9 ] |